# Karlovarský program

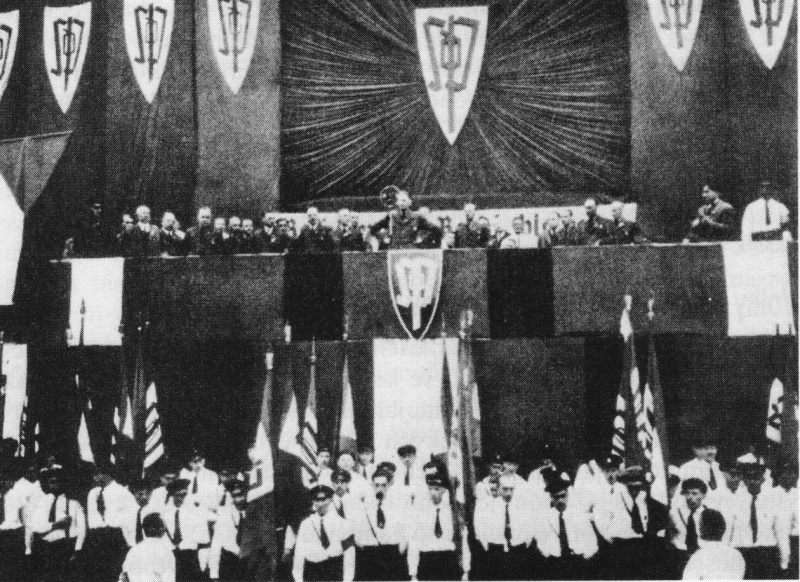
K. H. Frank na sjezdu Sudetoněmecké strany 24. dubna 1938

Karlovarský program byl program požadavků na československou vládu, který vyhlásil předseda Sudetoněmecké strany Konrad Henlein na stranickém sjezdu v Karlových Varech 24. dubna 1938. Tomuto datu předcházelo připojení Rakouska k Říši (13. března), které vyvolalo opojné nadšení naprosté většiny sudetských Němců. 28. března se pak Henlein setkal s říšským kancléřem Adolfem Hitlerem a domluvili se na dalším postupu ohledně Československa. „Wir müssen also immer so fordern, dass wir nicht zufriedengestellt werden können“, zněla jejich slova. „Musíme tedy požadovat vždy tolik, abychom nemohli být nikdy uspokojeni.“ Bezprostřední události, které karlovarskému sjezdu předcházely, pak byly Vůdcovy narozeniny (20. dubna) a 22. dubna začala německá armáda připravovat Fall Grün, vojenské zničení Československa.
Program obsahoval osm bodů a vycházel z porady Henleina s Adolfem Hitlerem 28. března v Berlíně. V určitém smyslu byl naplněním snahy té části tehdejších českých Němců, kteří si přáli tradiční české země rozdělit na českou a německou část.

## Body programu
1. Nastolení úplné rovnoprávnosti sudetoněmecké národnostní skupiny s českým národem.
2. Uznání sudetoněmecké národnostní skupiny jako právní osoby za účelem zachování tohoto rovnoprávného postavení ve státě.
3. Stanovení a uznání sudetoněmeckého územního osídlení.
4. Vytvoření sudetoněmecké samosprávy na územích osídlených sudetskými Němci ve všech oblastech veřejného života, jež se týkají zájmů a záležitostí sudetoněmecké národnostní skupiny.
5. Ustavení zákonných ochranných opatření pro ty sudetské Němce, kteří žijí mimo území souvisle osídlená sudetskými Němci.
6. Odstranění křivd spáchaných na sudetských Němcích od roku 1918 a náhrada škod, které těmito křivdami vznikly.
7. Uznání a realizaci zásady, podle níž by v německých oblastech měli pracovat němečtí veřejní zaměstnanci.
8. Plná svoboda přiznání se k německé národnosti a k německému světovému názoru.

Britská vláda vyslala do Československa Waltera Runcimana, aby požadavky sudetských Němců prozkoumal (šlo o tzv. Runcimanovu misi). Poté, co Runciman shledal sudetoněmecké požadavky jako oprávněné, československá vláda požadavky Karlovarského programu 5. září 1938 v podstatě přijala, když předložila „Návrh o postupu jednání ohledně úpravy národnostních otázek.“ S tím souhlasil jak Runciman, tak vyjednavači SdP.[zdroj?] Avšak cílem Hitlera ani Henleina nebylo řešení sudetoněmecké národnostní otázky, ale rozbití Československa a jeho úplné ovládnutí. Sudetoněmečtí vyjednávači přišli s novými, mnohem tvrdšími požadavky, a za dva dny přišla ostravská provokace. Poté Henlein jednání přerušil a Hitlerův rozhlasový projev vyprovokoval ozbrojený puč sudetských Němců v Československu.